# رادیکا کوماراسوامی
رادیکا کوماراسوامی (به انگلیسی: Radhika Kumaraswamy) (زاده ۱۲ نوامبر ۱۹۸۶) بازیگر هندی است.
از کارهای معروف او می‌توان به بازی در فیلم اتو شانکار و حلول اشاره کرد.